# Psilocladus miltoderus
Psilocladus miltoderus là một loài bọ cánh cứng trong họ Đom đóm (Lampyridae). Loài này được Blanchard in Brullé miêu tả khoa học năm 1846.